# Clairfayts
Clairfayts (prononcé [klɛʁfai]) est une commune française située dans le département du Nord, en région Hauts-de-France.
Ses habitants sont les Clarofagiens et les Clarofagiennes.

## Géographie
La commune de Clairfayt se trouve dans le département du Nord (arrondissement d'Avesnes-sur-Helpe ; canton de Fourmies). La commune de Clairfayt est frontalière avec la Belgique.

### Communes limitrophes
|                  | Beaurieux  |                      |
| Solre-le-Château | Clairfayts | Sivry-Rance Belgique |
|                  | Felleries  | Eppe-Sauvage         |

### Hydrographie

#### Réseau hydrographique
La commune est située dans le bassin Artois-Picardie. Elle est drainée par le ruisseau d'Orbay, le ruisseau de Franoye, le ruisseau de la Fontaine saint-liénard et le ruisseau le riamé,,.

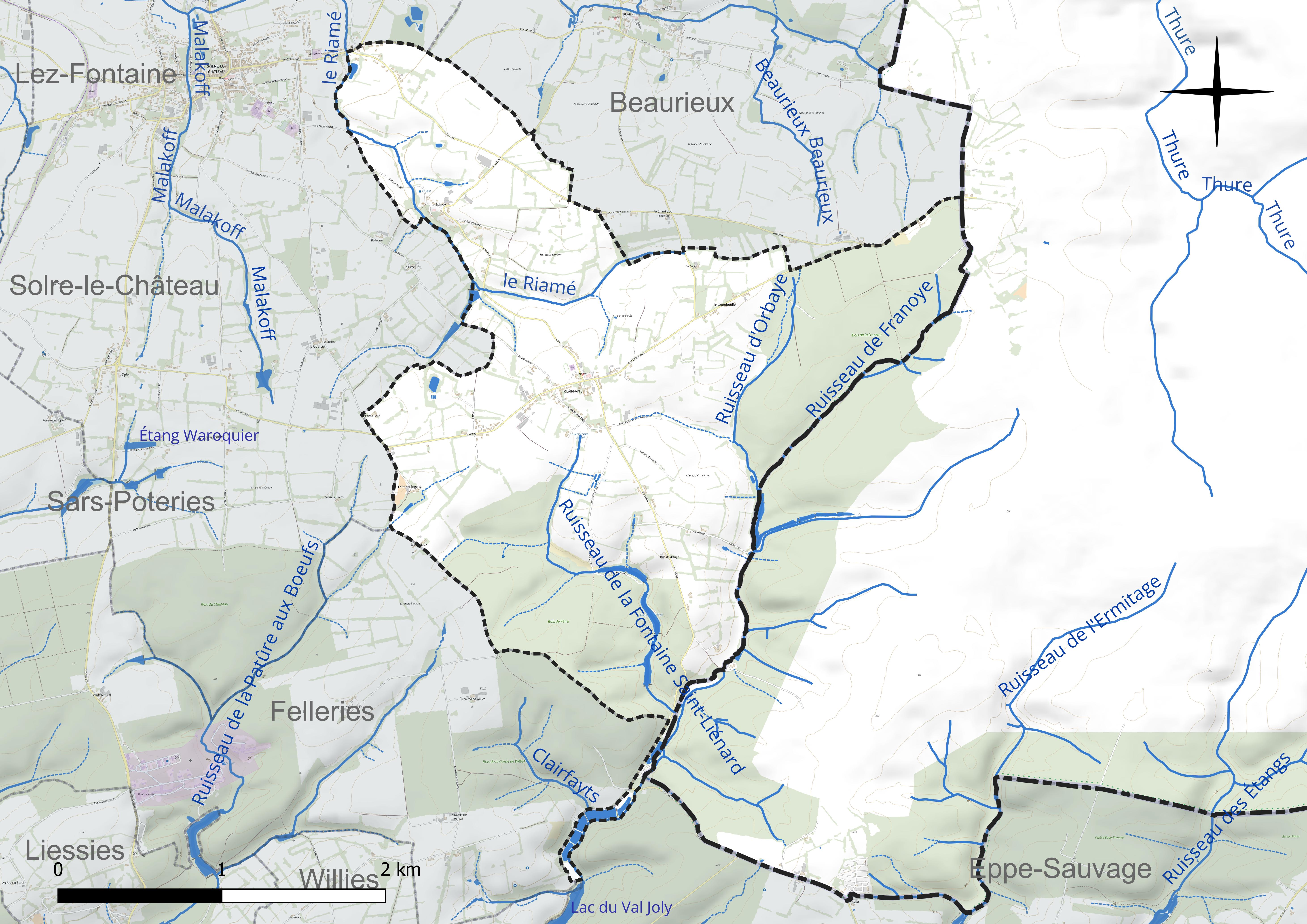
Réseau hydrographique de Clairfayts.

Un plan d'eau complète le réseau hydrographique : les étangs de Clairfayts (0,9 ha),.

#### Gestion et qualité des eaux
Le territoire communal est couvert par le schéma d'aménagement et de gestion des eaux (SAGE) « Sambre ». Ce document de planification concerne un territoire de 1 253 km2 de superficie, délimité par le bassin versant de la Sambre. Le périmètre a été arrêté le 1er novembre 2003 et le SAGE proprement dit a été approuvé le 21 septembre 2012, puis modifié le 18 août 2022. La structure porteuse de l'élaboration et de la mise en œuvre est le syndicat mixte du Parc naturel régional de l'Avesnois. 
La qualité des cours d'eau peut être consultée sur un site dédié géré par les agences de l'eau et l'Agence française pour la biodiversité. 

### Climat
Pour des articles plus généraux, voir Climat des Hauts-de-France et Climat du Nord.
En 2010, le climat de la commune est de type climat de montagne, selon une étude du CNRS s'appuyant sur une série de données couvrant la période 1971-2000. En 2020, Météo-France publie une typologie des climats de la France métropolitaine dans laquelle la commune est exposée à un climat océanique altéré et est dans la région climatique  Nord-est du bassin Parisien, caractérisée par un ensoleillement médiocre, une pluviométrie moyenne régulièrement répartie au cours de l'année et un hiver froid (3 °C). 
Pour la période 1971-2000, la température annuelle moyenne est de 9,3 °C, avec une amplitude thermique annuelle de 15,1 °C. Le cumul annuel moyen de précipitations est de 939 mm, avec 13,3 jours de précipitations en janvier et 10,1 jours en juillet. Pour la période 1991-2020, la température moyenne annuelle observée sur la station météorologique la plus proche, située sur la commune de Saint-Hilaire-sur-Helpe à 16 km à vol d'oiseau, est de 10,5 °C et le cumul annuel moyen de précipitations est de 802,4 mm,. Pour l'avenir, les paramètres climatiques de la commune estimés pour 2050 selon différents scénarios d'émission de gaz à effet de serre sont consultables sur un site dédié publié par Météo-France en novembre 2022.

## Urbanisme

### Typologie
Au 1er janvier 2024, Clairfayts est catégorisée commune rurale à habitat dispersé, selon la nouvelle grille communale de densité à sept niveaux définie par l'Insee en 2022.
Elle est située hors unité urbaine et hors attraction des villes,.

### Occupation des sols
L'occupation des sols de la commune, telle qu'elle ressort de la base de données européenne d'occupation biophysique des sols Corine Land Cover (CLC), est marquée par l'importance des territoires agricoles (63,6 % en 2018), une proportion sensiblement équivalente à celle de 1990 (63,9 %). La répartition détaillée en 2018 est la suivante : 
prairies (41,6 %), forêts (32,7 %), terres arables (21,9 %), zones urbanisées (3,7 %), zones agricoles hétérogènes (0,1 %). L'évolution de l'occupation des sols de la commune et de ses infrastructures peut être observée sur les différentes représentations cartographiques du territoire : la carte de Cassini (XVIIIe siècle), la carte d'état-major (1820-1866) et les cartes ou photos aériennes de l'IGN pour la période actuelle (1950 à aujourd'hui).

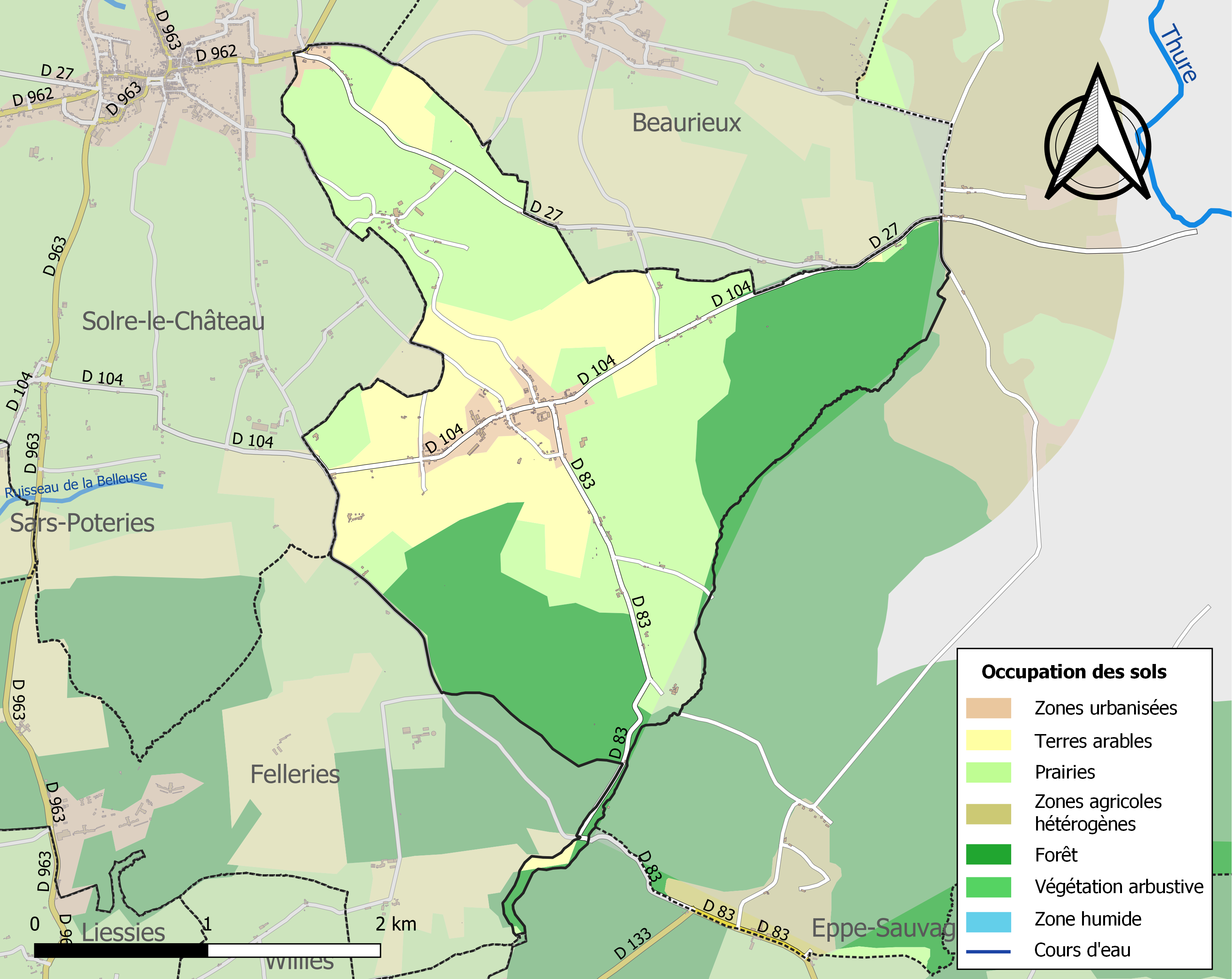
Carte des infrastructures et de l'occupation des sols de la commune en 2018 (CLC).

## Toponymie
1334 : claro fageto ; Autres documents : clairfay, clerfait.

## Histoire
La commune, instituée lors de la Révolution française, absorbe en 1825 celle d'Épinoy.
Première Guerre mondiale
Les Allemands arrivent dans le village de Clairfayts le mardi 25 août 1914. Le village se trouvera en zone occupée jusque début novembre 1918.
Seconde Guerre mondiale
Le 15 mai 1940, le général de division Rommel — à la tête de la 7e Panzerdivision — qui avait atteint Cerfontaine (Belgique) au centre de l'Entre-Sambre-et-Meuse — y est retenu une journée entière car son flanc nord est toujours tenu par les troupes françaises. Le lendemain à midi, après la prise de Boussu-lez-Walcourt (Nationale 40) par la 5e Panzer, il reçoit l'autorisation d'avancer vers l'ouest et la frontière française. A 15 h 15, ses tanks atteignent Sivry (village-frontière).
Dans ses mémoires, Rommel dit redouter, ou du moins appréhender, le passage de la ligne Maginot prolongée. En effet, une ligne de blockhaus — construite en 1936-1937 — s'étire tout le long de la frontière belge jusqu'à la mer. Ici, ce sont les fortins de Malakoff, Riamé, Chapelle, Perche à l'Oiseau, Gobinette, Trieu du Chêneau, Cinse à Puche, Auniaux …
Arrivé au bureau (frontière) de Clairfayts, un groupe de reconnaissance se dirige vers Solre-le-Château et essuie le feu nourri des blocs de Riamé et de la Perche à l'Oiseau. Rommel est impressionné également par l'explosion de mines de la place d'Épinois. La bataille fait rage, plusieurs chars allemands sont détruits mais les défenseurs des fortins doivent bientôt se rendre devant les forces ennemies de loin supérieures en nombre et en armement.
A Clairfayts, une stèle rappelle l'héroïque défense du 84e RIF à l'attaque ennemie.
En soirée, Rommel fait dégager la route et fonce sur Avesnes où a lieu une bataille nocturne de chars — une première — pour atteindre la Sambre à Landrecies et tenir les ponts qui n'ont pas sauté

## Politique et administration

### Rattachements administratifs et électoraux
La commune se trouve dans l'arrondissement d'Avesnes-sur-Helpe du département du Nord. Pour l'élection des députés, elle fait partie depuis 2012 de la troisième circonscription du Nord.
Elle faisait partie depuis 1793 du canton de Solre-le-Château. Dans le cadre du redécoupage cantonal de 2014 en France, la commune intègre le canton de Fourmies.

### Intercommunalité
La commune était membre de la communauté de communes des vallées de la Solre, de la Thure et de l'Helpe, créée en 1993.
Cette communauté fusionne avec ses voisines pour former, le 31 décembre 2011, pour former la communauté de communes du Cœur de l'Avesnois dont la commune est désormais membre.

### Liste des maires
Maire de 1802 à 1808 : Robinet,.
| Période                                  | Période                    | Identité        | Étiquette | Qualité                                                    |
| ---------------------------------------- | -------------------------- | --------------- | --------- | ---------------------------------------------------------- |
| Les données manquantes sont à compléter. |                            |                 |           |                                                            |
| 1876                                     |                            | Philippe Fosser |           |                                                            |
| Les données manquantes sont à compléter. |                            |                 |           |                                                            |
| juin 1995                                | En cours (au 10 août 2018) | Guy Erphelin    | UMP → LR  | Réélu pour le mandat 2014-2020 et pour le mandat 2020-2026 |

## Population et société

### Démographie

#### Évolution démographique
L'évolution du nombre d'habitants est connue à travers les recensements de la population effectués dans la commune depuis 1793. Pour les communes de moins de 10 000 habitants, une enquête de recensement portant sur toute la population est réalisée tous les cinq ans, les populations de référence des années intermédiaires étant quant à elles estimées par interpolation ou extrapolation. Pour la commune, le premier recensement exhaustif entrant dans le cadre du nouveau dispositif a été réalisé en 2004.

En 2022, la commune comptait 361 habitants, en évolution de −3,99 % par rapport à 2016 (Nord : +0,51 %, France hors Mayotte : +2,11 %).
| 1793 | 1800 | 1806 | 1821 | 1831 | 1836 | 1841 | 1846 | 1851 |
| ---- | ---- | ---- | ---- | ---- | ---- | ---- | ---- | ---- |
| 224  | 176  | 243  | 298  | 436  | 461  | 502  | 517  | 440  |

| 1856 | 1861 | 1866 | 1872 | 1876 | 1881 | 1886 | 1891 | 1896 |
| ---- | ---- | ---- | ---- | ---- | ---- | ---- | ---- | ---- |
| 399  | 405  | 404  | 342  | 342  | 341  | 330  | 332  | 310  |

| 1901 | 1906 | 1911 | 1921 | 1926 | 1931 | 1936 | 1946 | 1954 |
| ---- | ---- | ---- | ---- | ---- | ---- | ---- | ---- | ---- |
| 320  | 305  | 290  | 289  | 314  | 279  | 292  | 297  | 283  |

| 1962 | 1968 | 1975 | 1982 | 1990 | 1999 | 2004 | 2006 | 2009 |
| ---- | ---- | ---- | ---- | ---- | ---- | ---- | ---- | ---- |
| 290  | 268  | 253  | 244  | 316  | 338  | 342  | 351  | 359  |

| 2014 | 2019 | 2022 | - | - | - | - | - | - |
| ---- | ---- | ---- | - | - | - | - | - | - |
| 364  | 361  | 361  | - | - | - | - | - | - |

#### Pyramide des âges
La population de la commune est relativement jeune.
En 2018, le taux de personnes d'un âge inférieur à 30 ans s'élève à 41,2 %, soit au-dessus de la moyenne départementale (39,5 %). À l'inverse, le taux de personnes d'âge supérieur à 60 ans est de 18,8 % la même année, alors qu'il est de 22,5 % au niveau départemental.
En 2018, la commune comptait 190 hommes pour 176 femmes, soit un taux de 51,91 % d'hommes, largement supérieur au taux départemental (48,23 %).
Les pyramides des âges de la commune et du département s'établissent comme suit.
| Hommes | Classe d’âge | Femmes |
| ------ | ------------ | ------ |
| 0,5    | 90 ou +      | 0,6    |
| 1,1    | 75-89 ans    | 4,0    |
| 16,6   | 60-74 ans    | 14,9   |
| 18,7   | 45-59 ans    | 17,8   |
| 20,9   | 30-44 ans    | 22,4   |
| 16,0   | 15-29 ans    | 16,7   |
| 26,2   | 0-14 ans     | 23,6   |

| Hommes | Classe d’âge | Femmes |
| ------ | ------------ | ------ |
| 0,5    | 90 ou +      | 1,4    |
| 5,3    | 75-89 ans    | 8,1    |
| 14,8   | 60-74 ans    | 16,2   |
| 19,1   | 45-59 ans    | 18,4   |
| 19,5   | 30-44 ans    | 18,7   |
| 20,7   | 15-29 ans    | 19,1   |
| 20,2   | 0-14 ans     | 18     |

### Enseignement
Les enfants de la commune sont scolarisés dans une école construite en 2007. Lors de la rentrée 2018-2019, une nouvelle classe ouvre, entraînant l'agrandissement du bâtiment, afin d'accueillir les 65 élèves inscrits.

## Culture locale et patrimoine

### Lieux et monuments
- Église de la Conversion-de-Saint-Paul de 1556 avec tombe de la famille de Croy-Solre des XIXe et XXe siècles
- Chapelle d'Épinoy du XVe siècle, au village d'Épinoy.
- Chapelle d'Huart
- Calvaire d'Épinoy
- Monument aux morts
- Mémorial des Passeurs.
- Étang

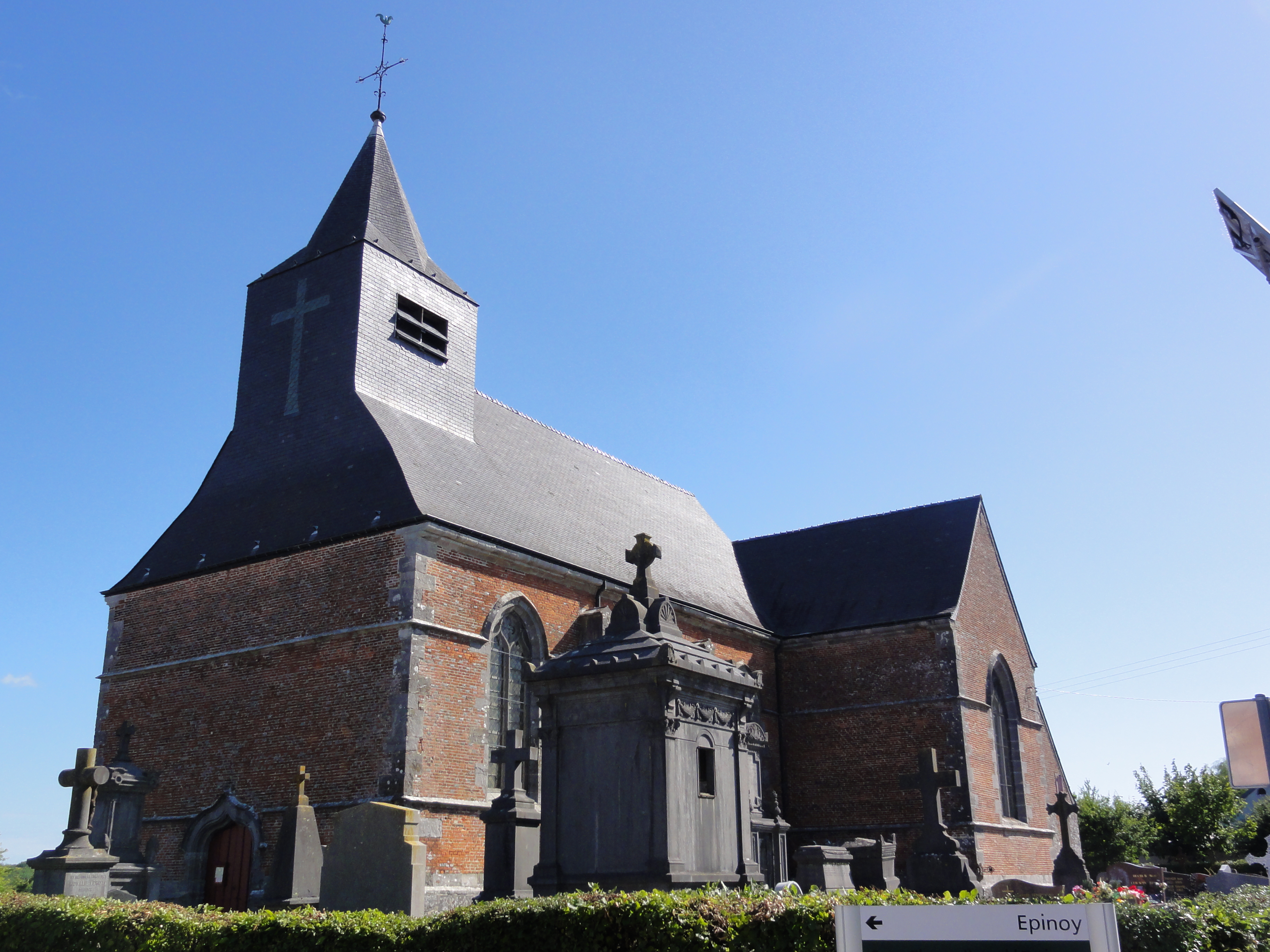
Église de la Conversion-de-Saint-Paul
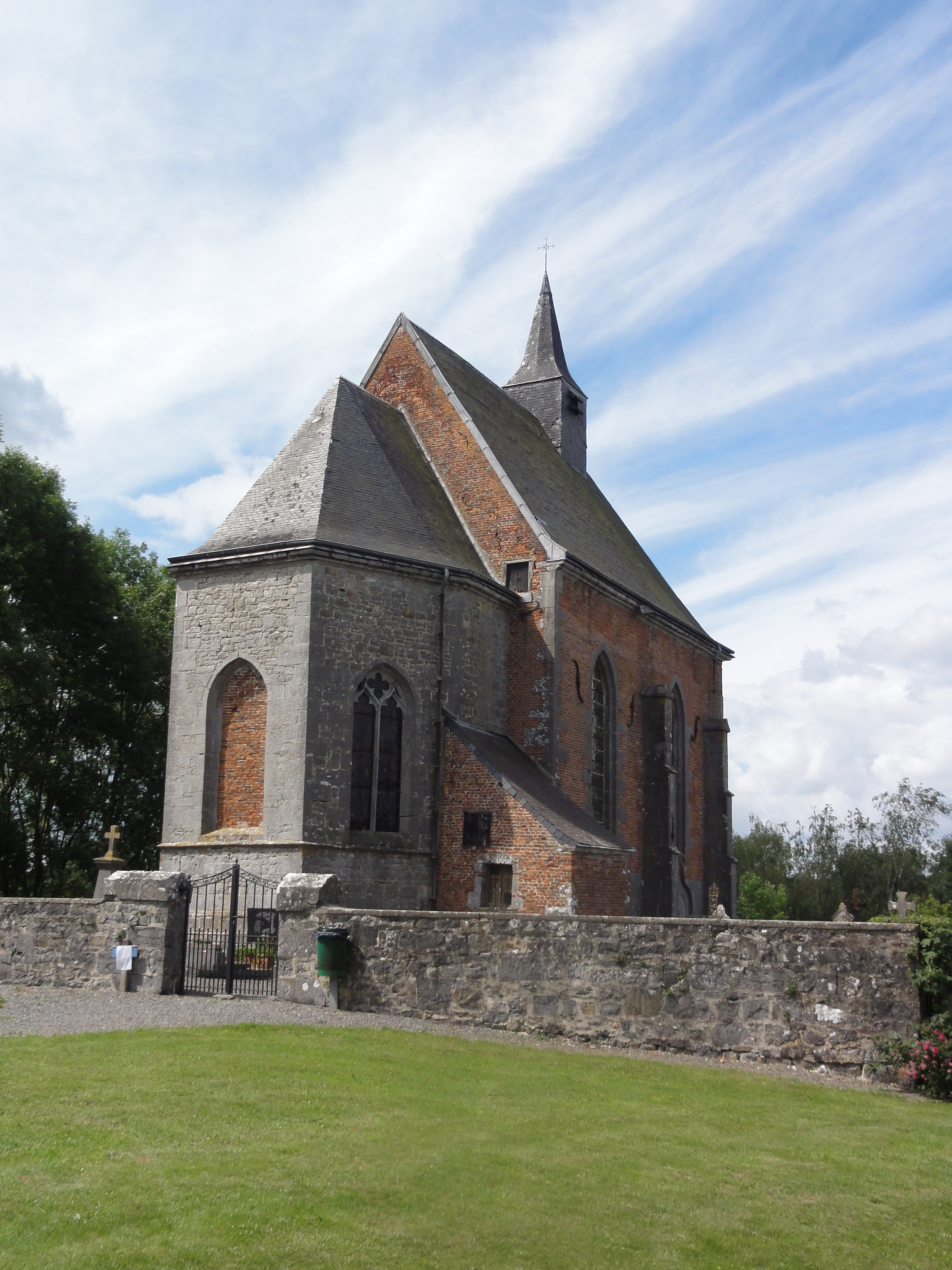
Chapelle d'Épinoy
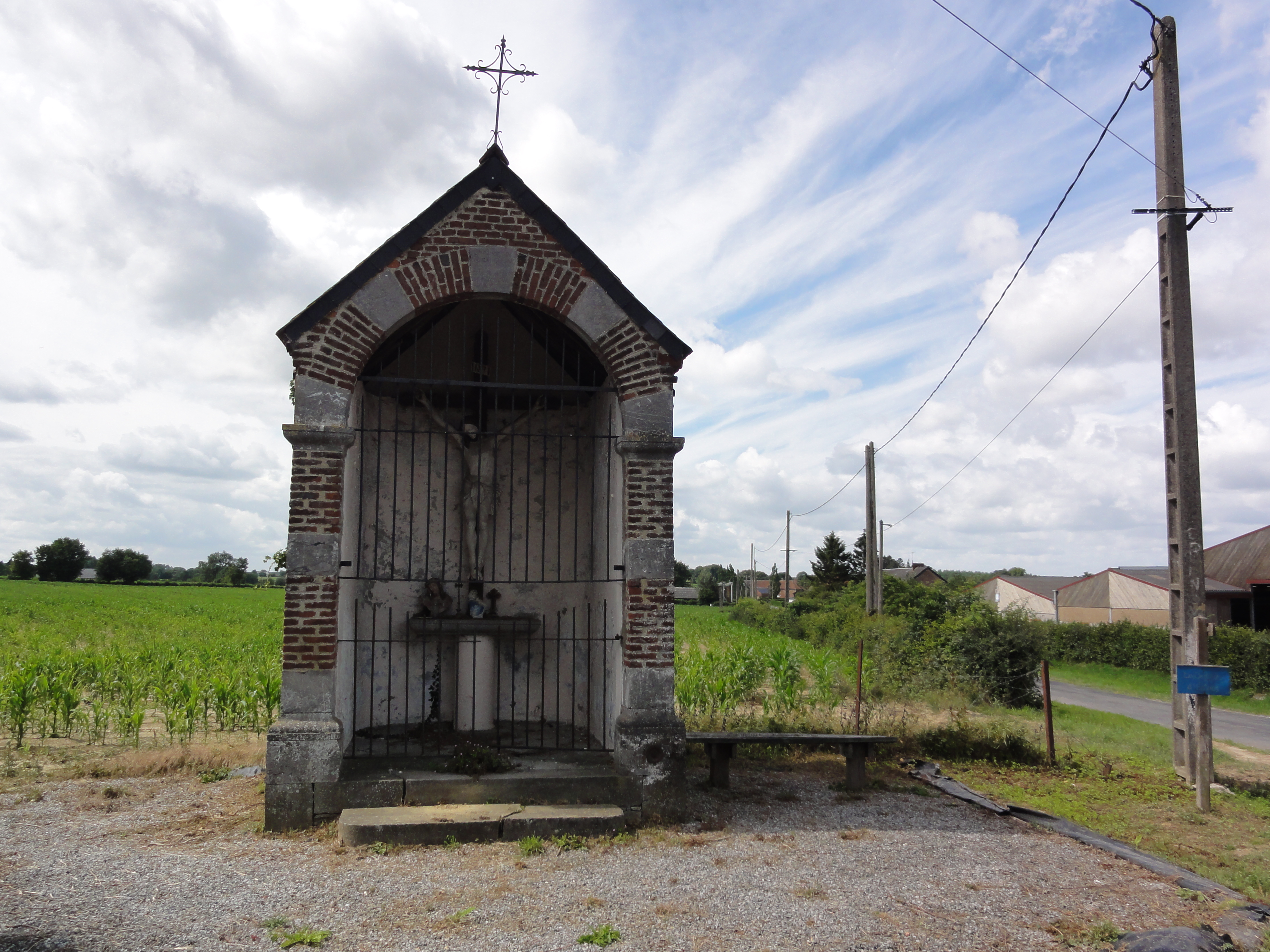
Calvaire d'Épinoy
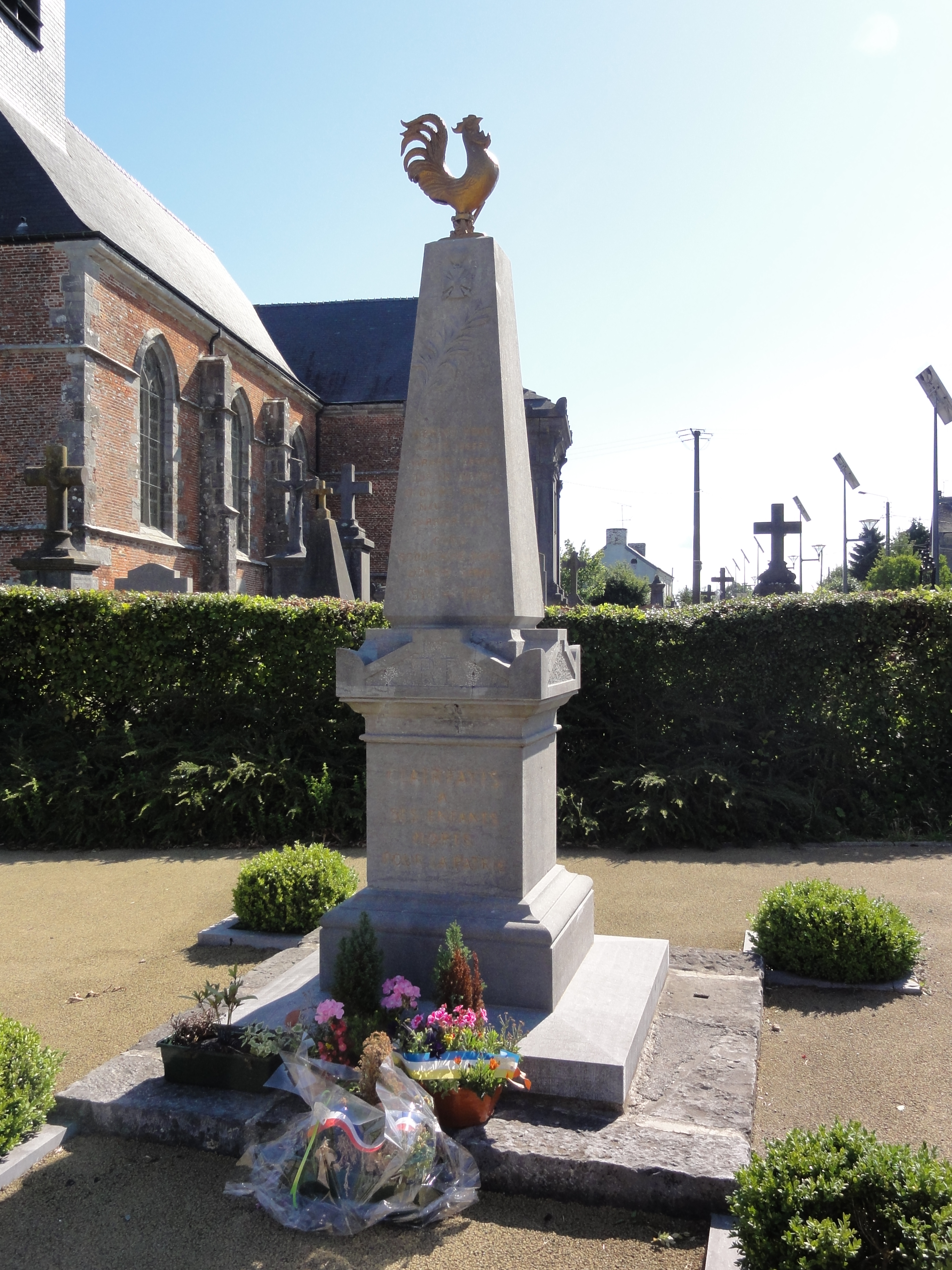
Monument aux morts
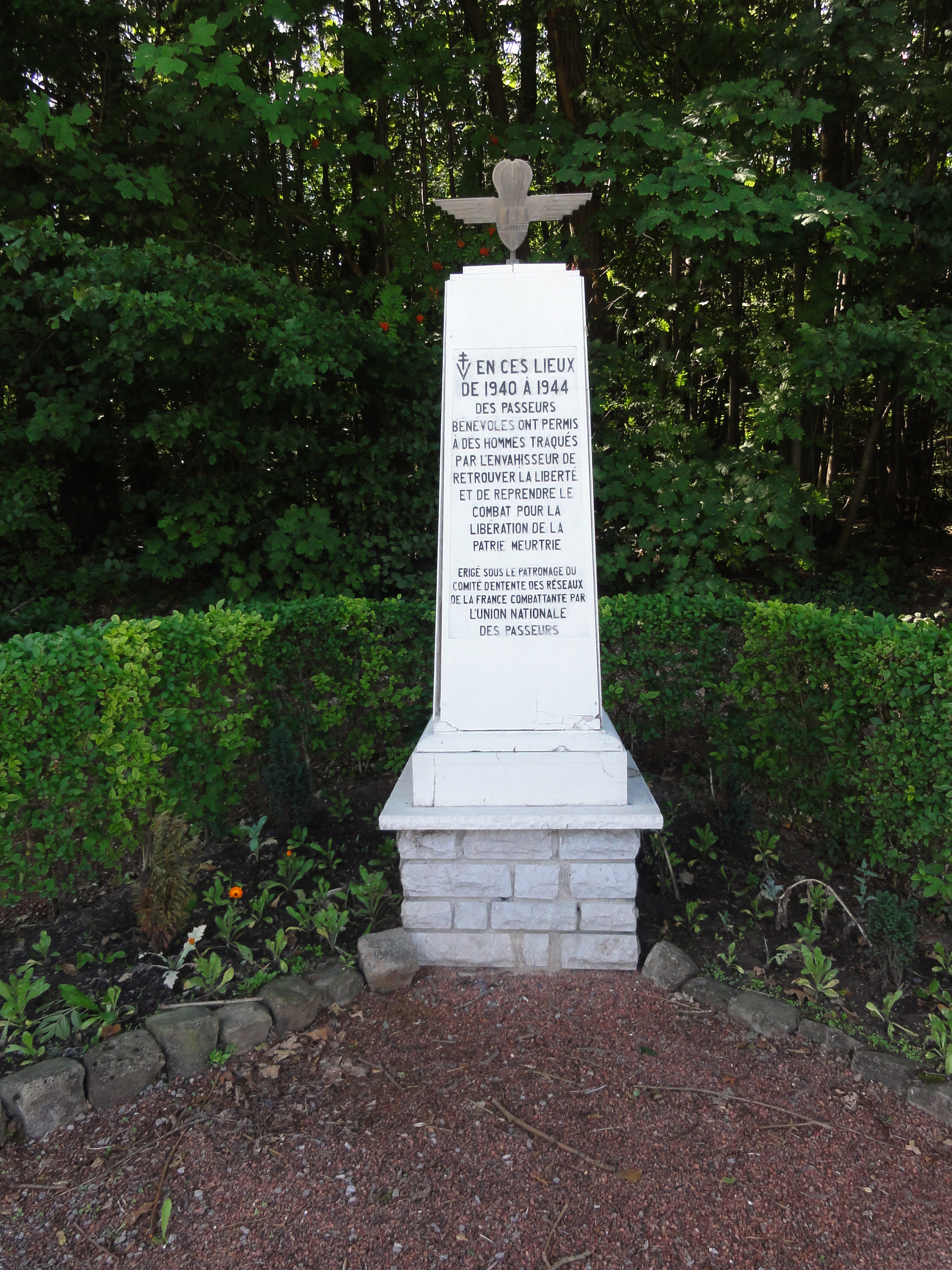
Mémorial des Passeurs.

- Un grand nombre de chapelles et oratoires disséminés sur le territoire de la commune.

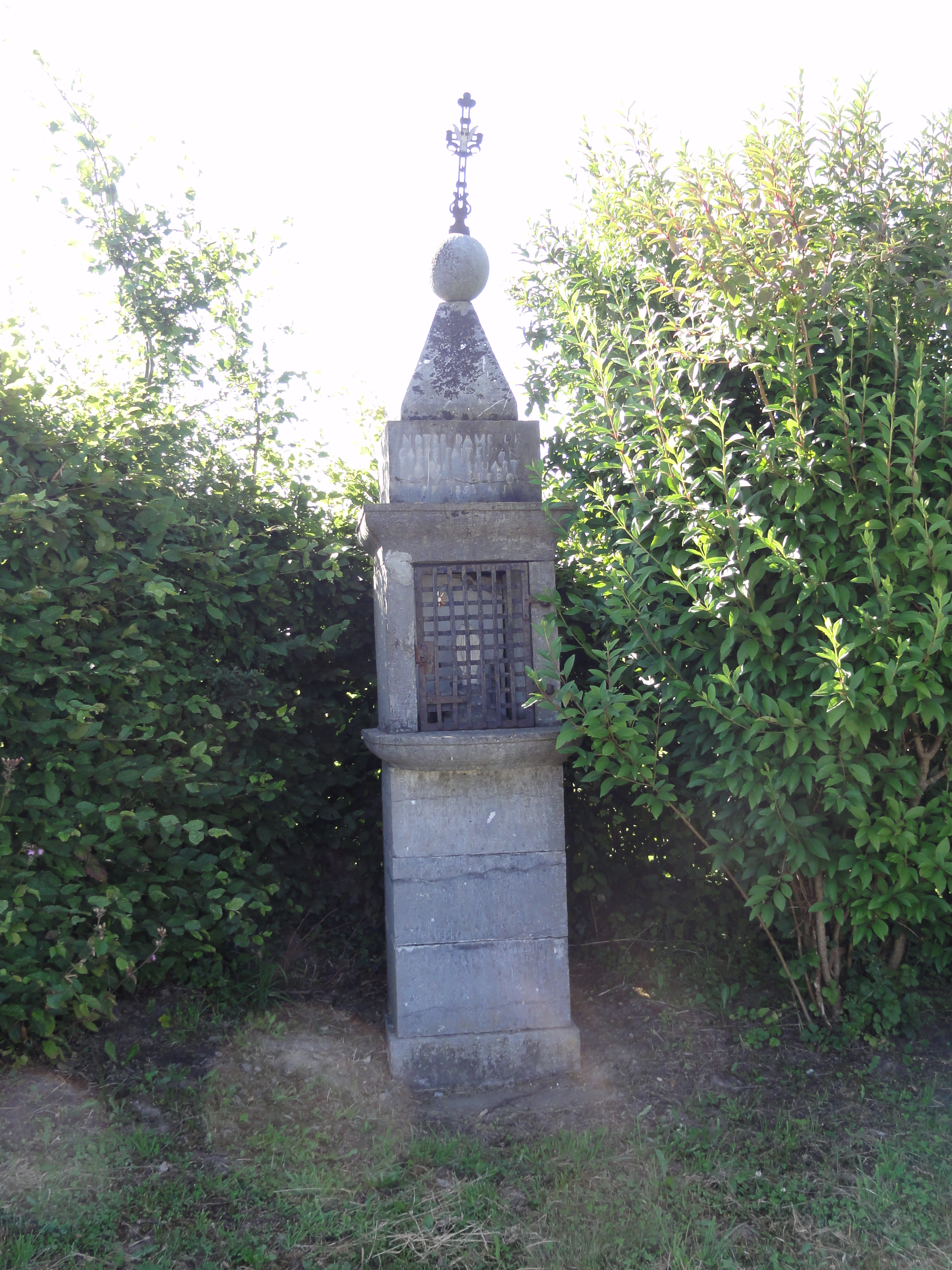
Chapelle Huart (N.D de Carpe), 1853
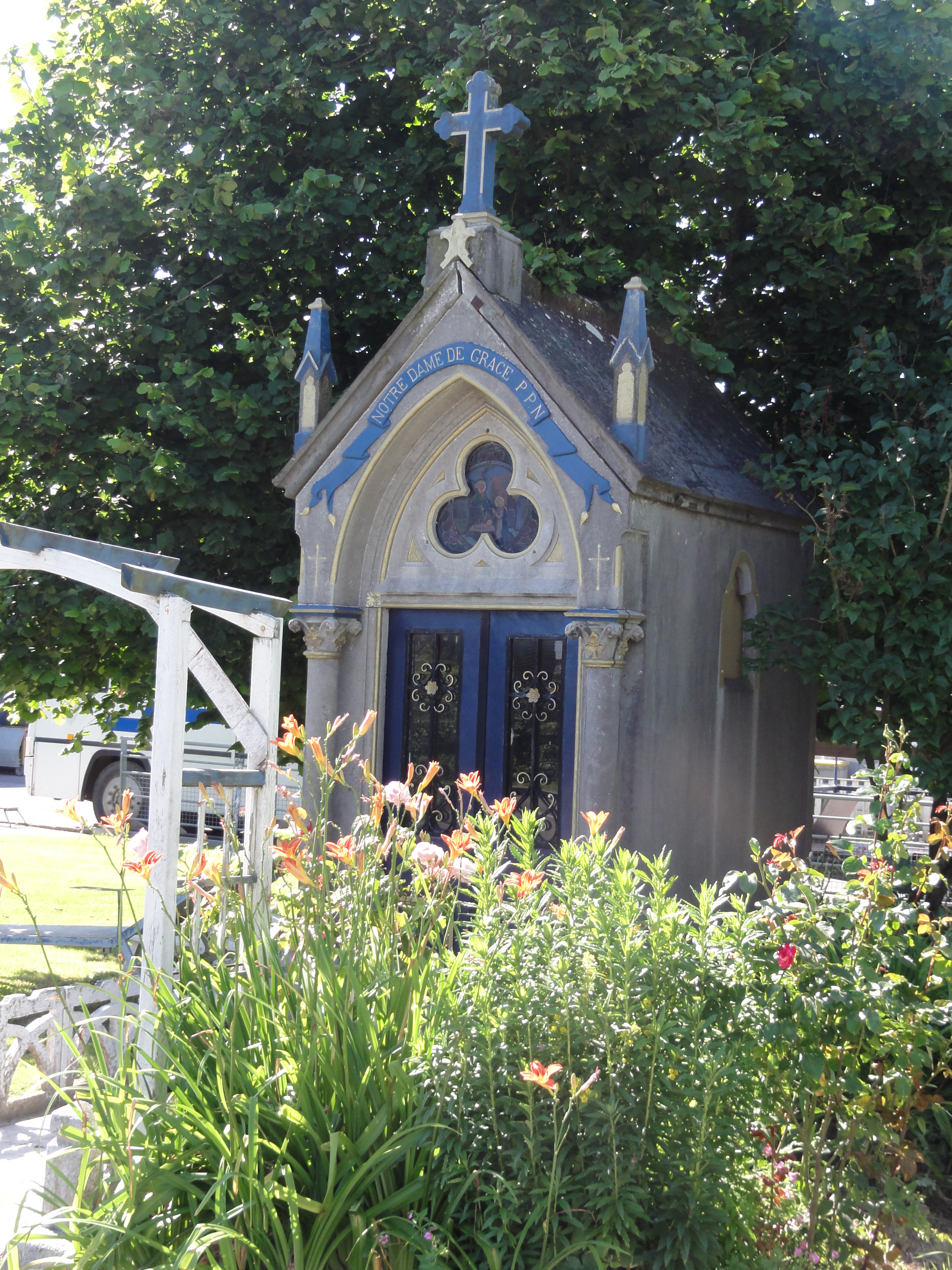
Chapelle N.D.de Grâce
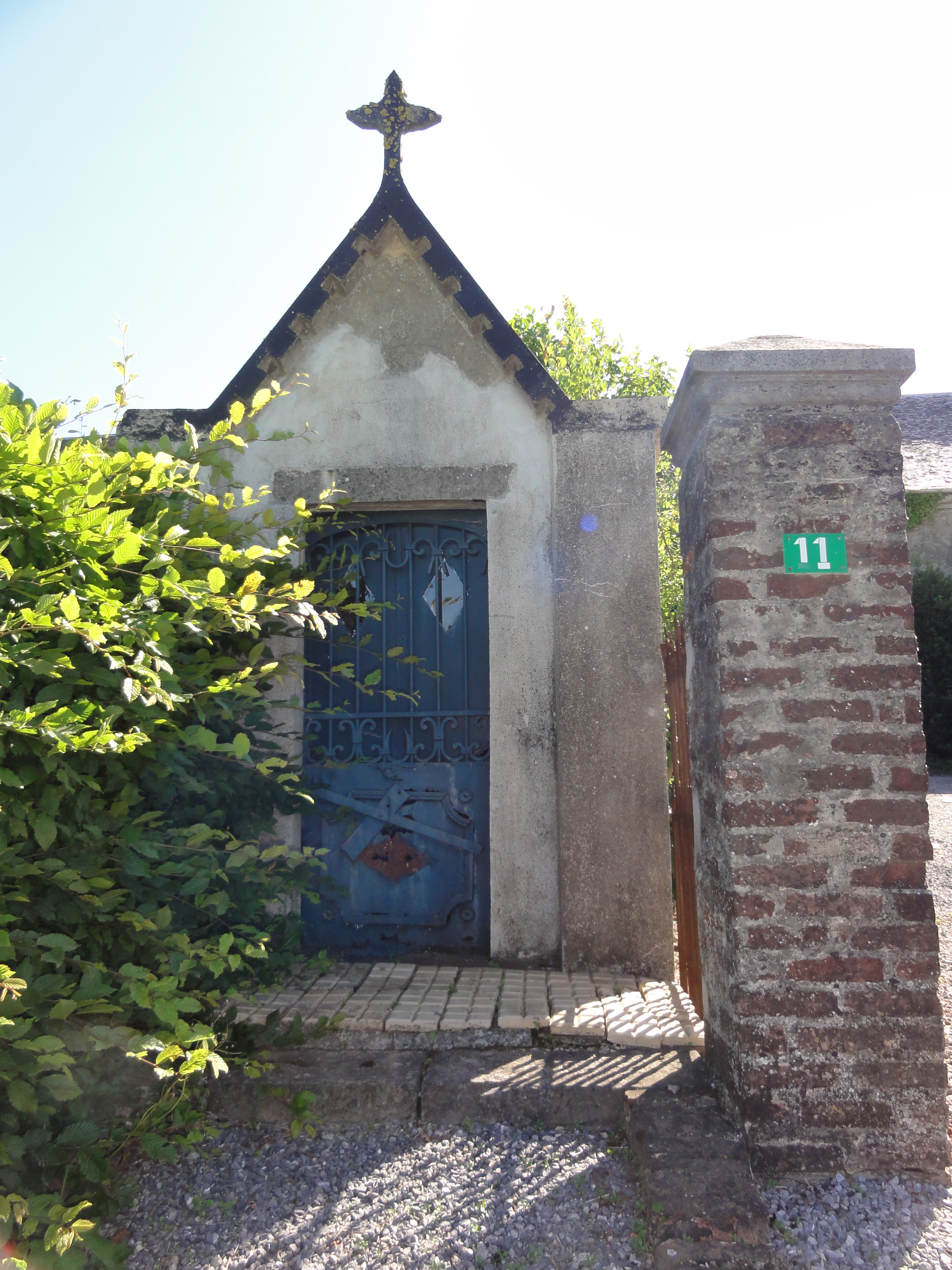
Chapelle N.D.de Lourdes
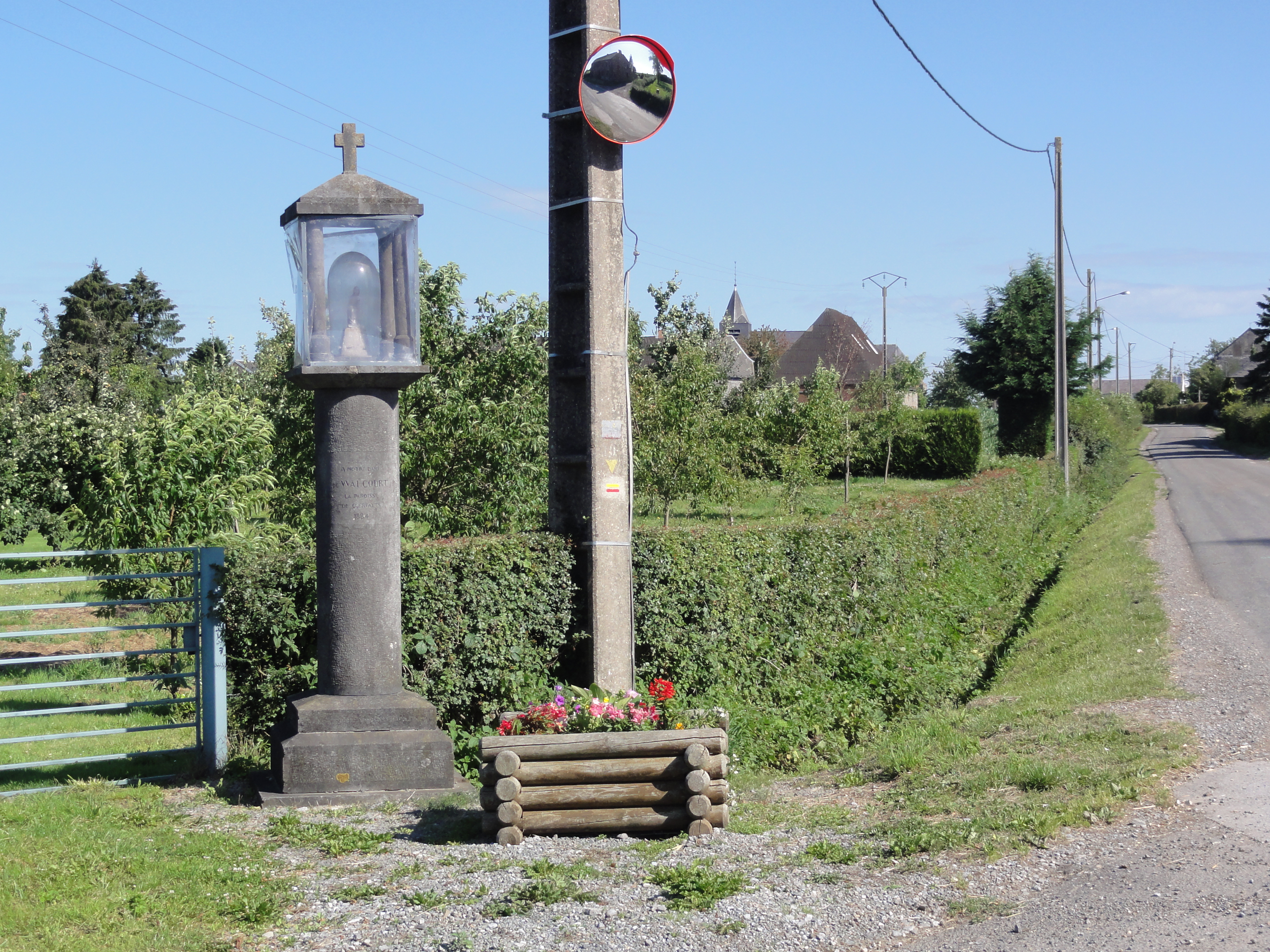
Chapelle N.D.de Walcourt
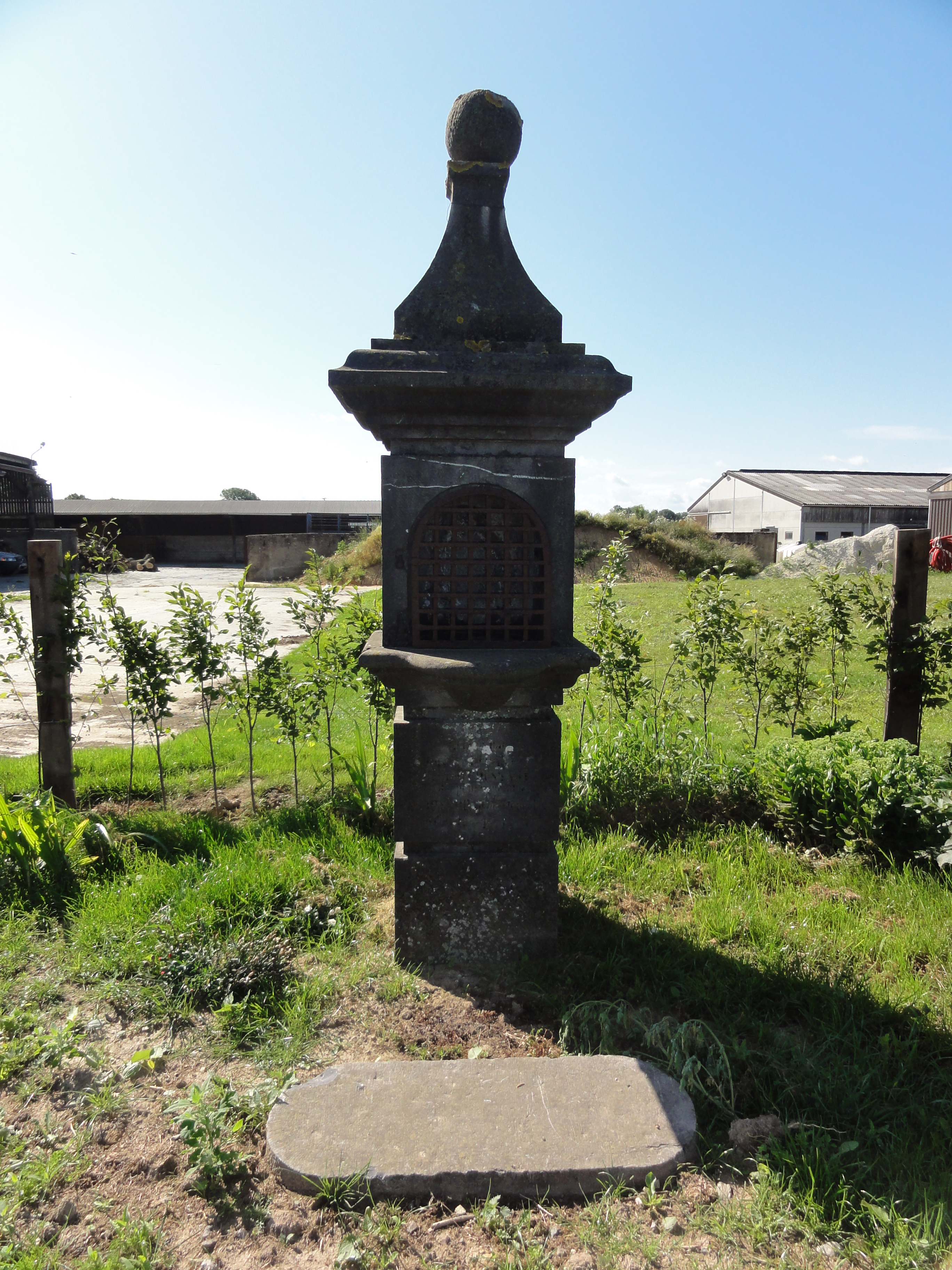
Chapelle, sortie ouest
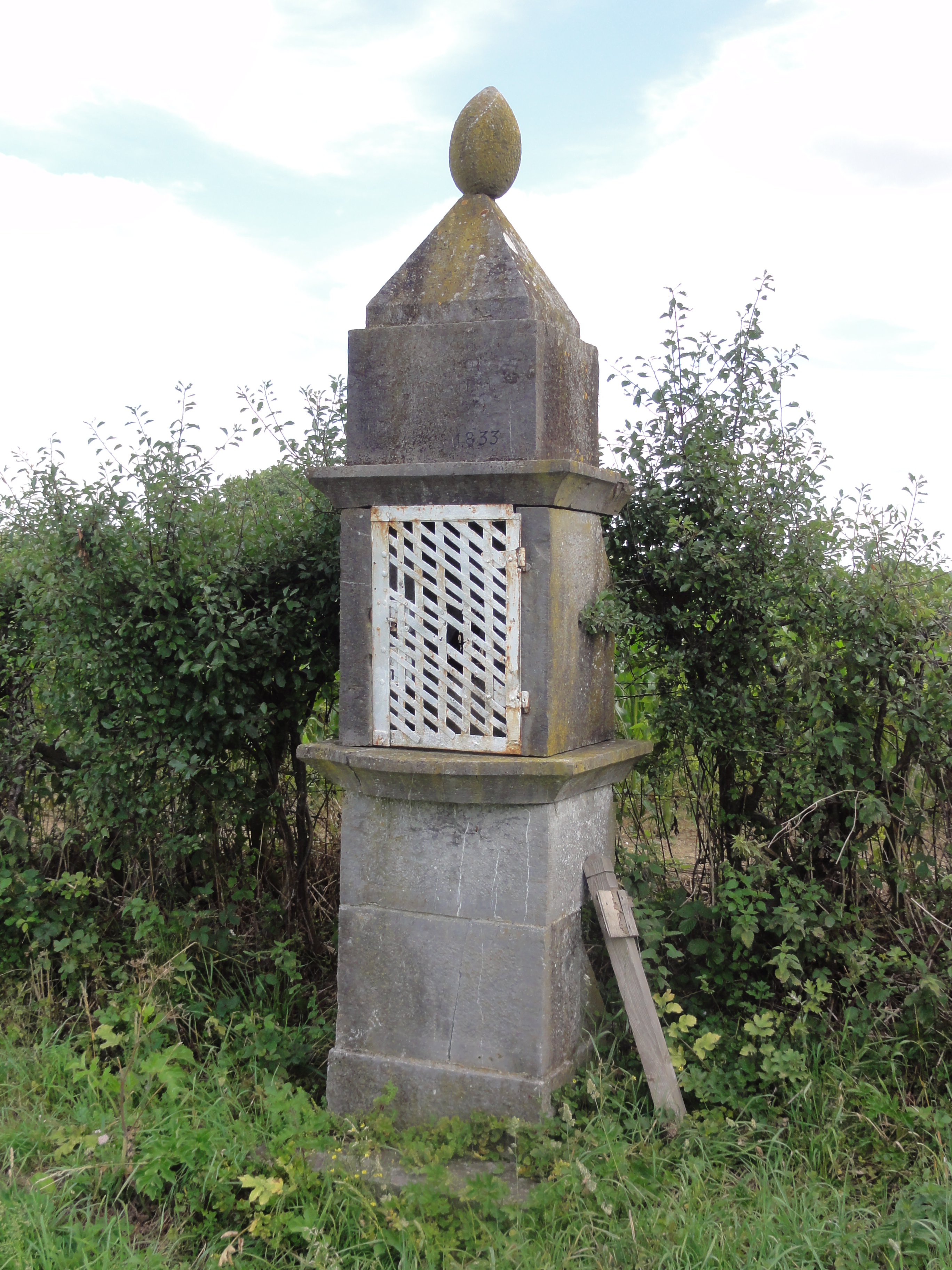
Chapelle-potale à Épinoy, 1833
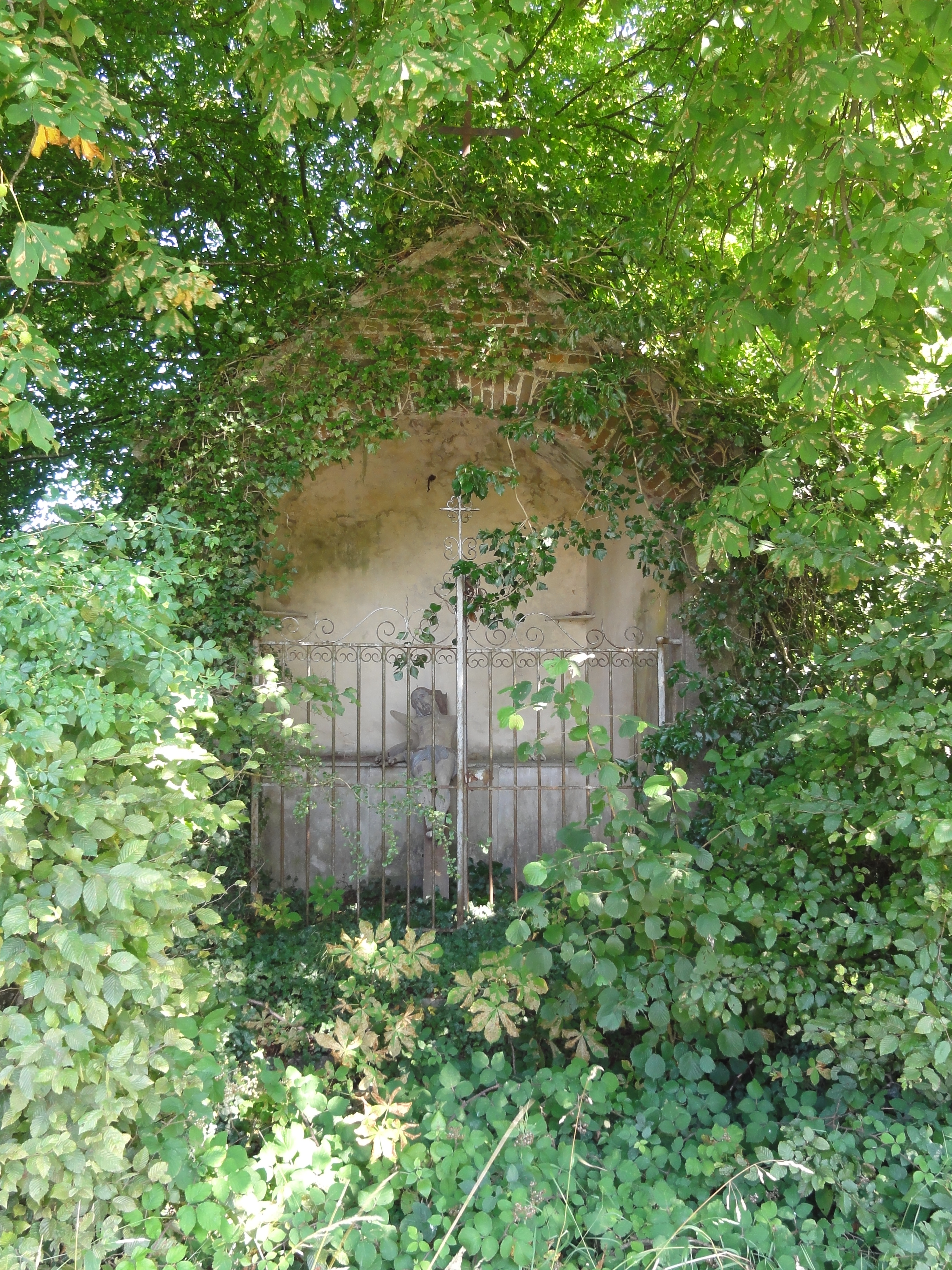
Chapelle, rue du Cromboulie
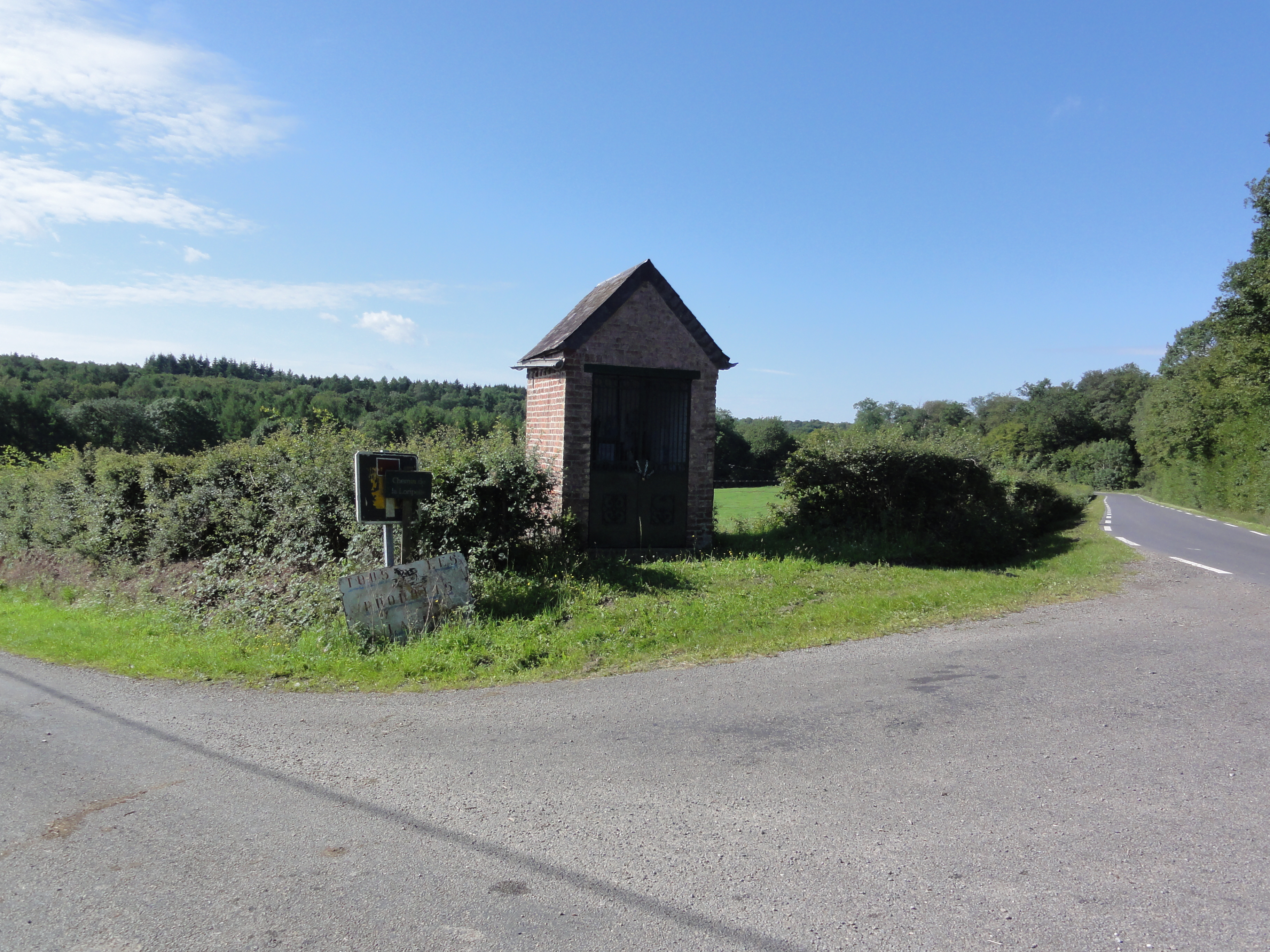
Chapelle, chemin de la Loupette

### Héraldique
|  | Les armes de Clairfayts se blasonnent ainsi : « D'argent à la croix d'azur » . |

 Ces armes sont identiques a celles de la commune de Croix, le territoire de cette dernière ayant été administré par le comte de Clairfayts jusqu'à la Révolution française.

## Pour approfondir